# Houstonia (thực vật)
Houstonia là một chi thực vật có hoa trong họ Thiến thảo (Rubiaceae).

## Hình ảnh

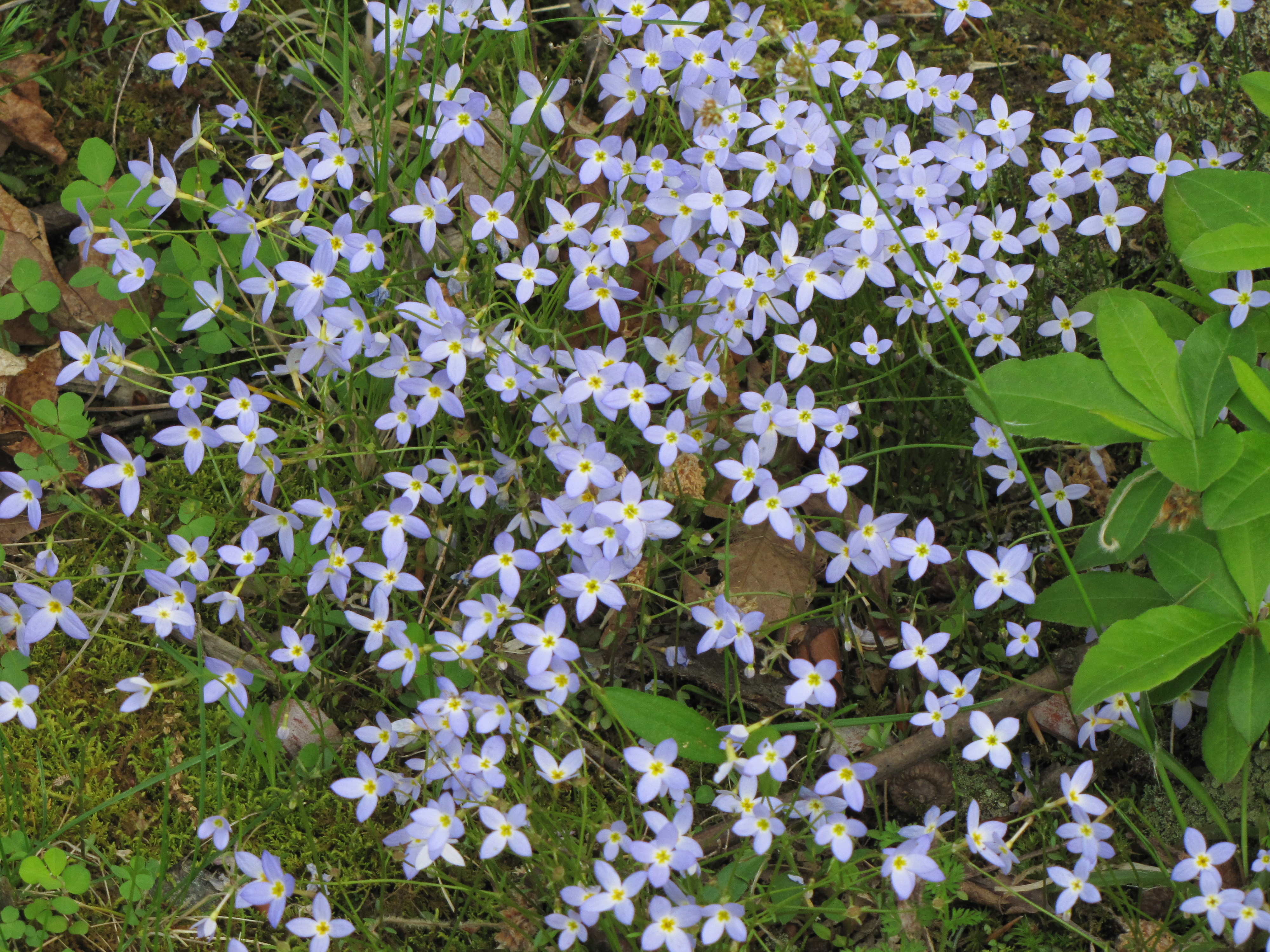
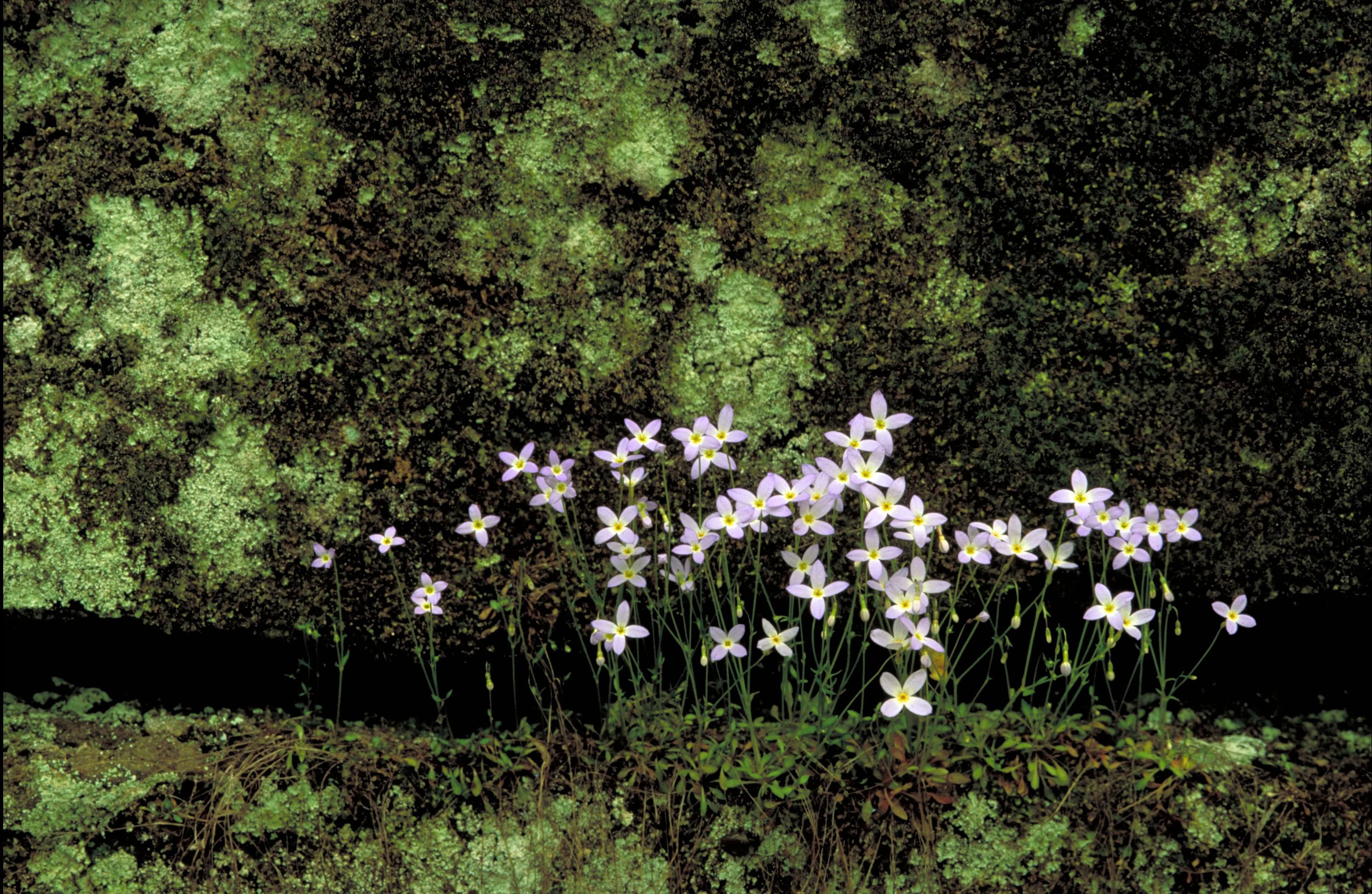
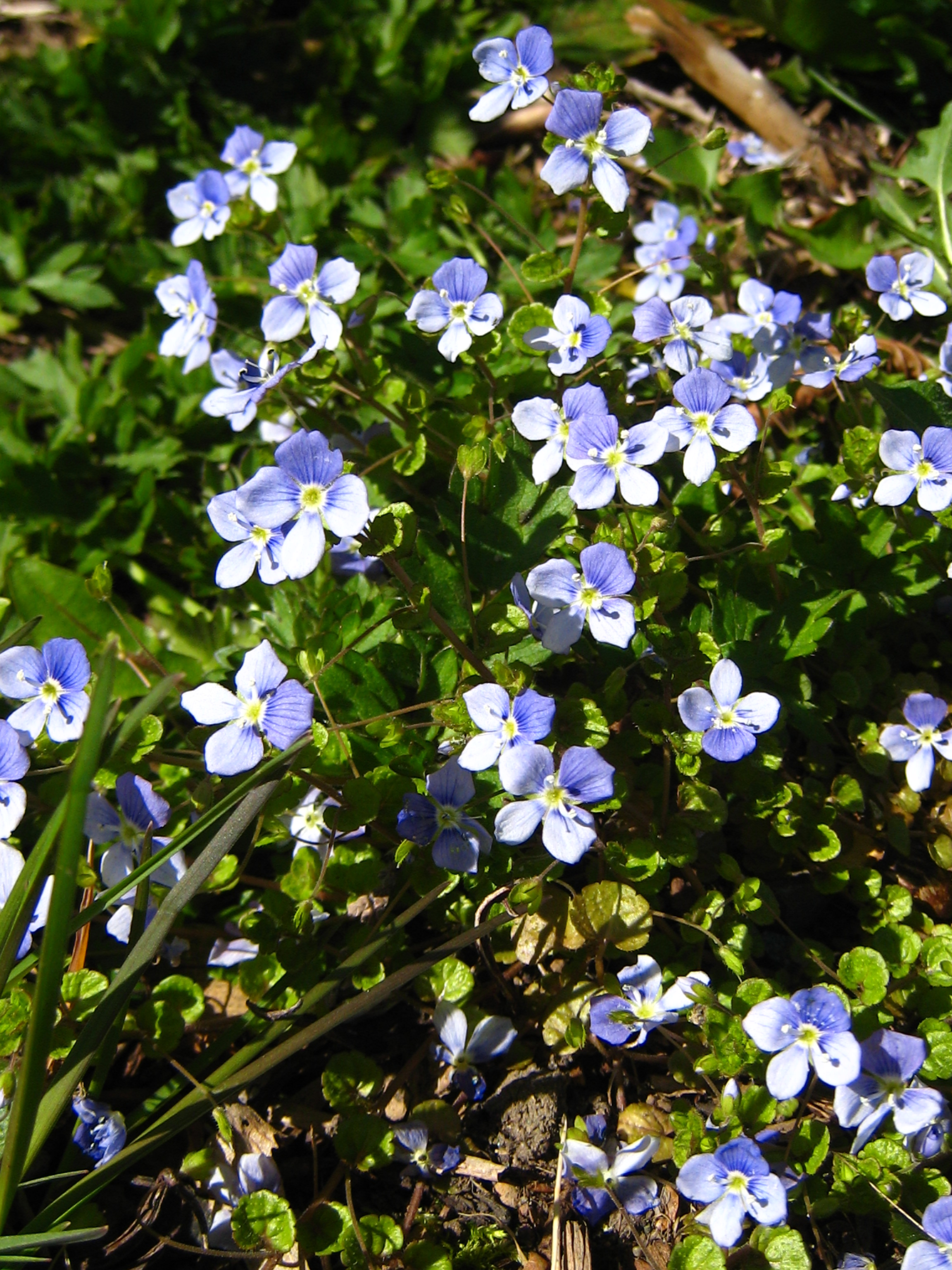
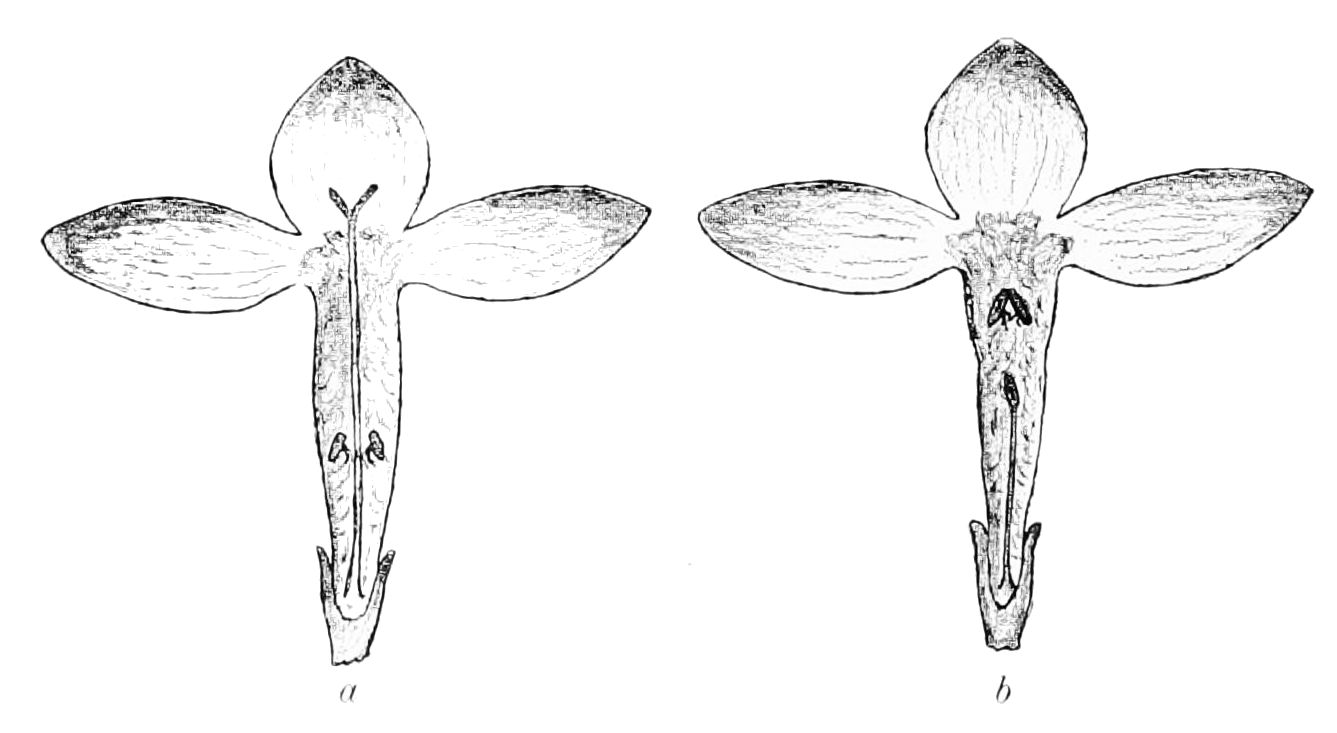

## Loài
Chi Houstonia gồm các loài: